# LWD Zuch
LWD Zuch (Chlapík) bylo dvoumístné cvičné a akrobatické letadlo smíšené konstrukce, které vyráběla polská společnost LWD (Lotnicze Warsztaty Doświadczalne) z Lodže na přelomu 40. let a 50. let. Bylo vyrobeno sedm strojů (prototyp LWD Zuch-1, prototyp a 5 letadel LWD Zuch-2).

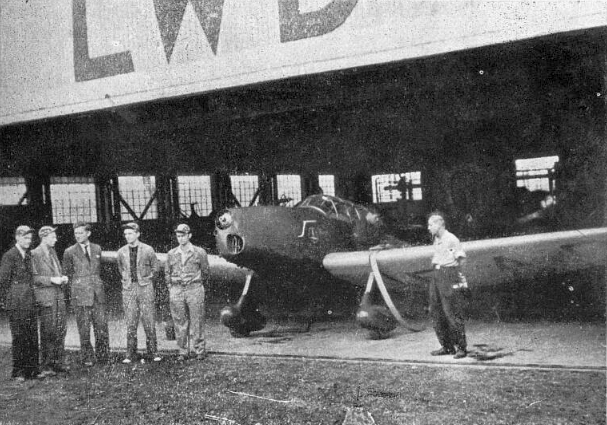
LWD Zuch-1, prototyp. Ve skupince vlevo uprostřed konstruktér Tadeusz Sołtyk (Letectví, srpen 1949)

## Vznik a vývoj
V roce 1948 byl konstrukčním týmem Tadeusze Sołtyka vyvinut výcvikový a akrobatický letoun LWD Zuch. Toto letadlo bylo navazující variantou k vojenskému letounu LWD Junak (1948), bylo však určeno pro polské civilní aerokluby. První prototyp Zuch-1 byl osazen československým šestiválcovým invertním motorem Walter Minor 6-III o jmenovitém výkonu 160 k/118 kW. Prototyp (výr. č. 17) zalétal 1. září 1948 Anton Szymański na lodžském letišti Lublinek (IATA: LCJ, ICAO: EPLL). Letové zkoušky prokázaly dobré letové vlastnosti a schopnost provádět všechny figury vyšší letecké akrobacie. Tovární testy trvaly od podzimu 1948 do jara 1949. Státní zkoušky letoun absolvoval ve varšavském Ústředním leteckém ústavu (Główny Instytut Lotnictwa) od července 1949. do listopadu 1949.

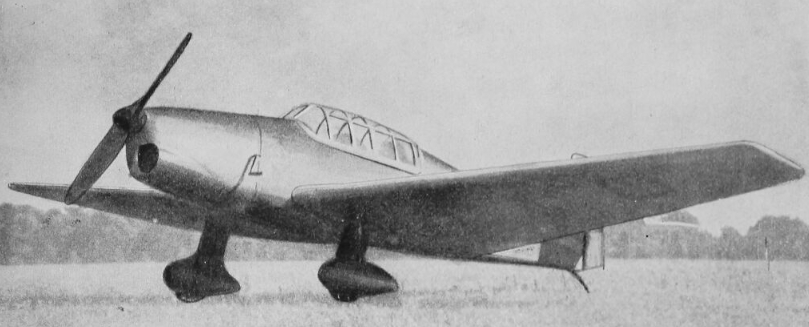
LWD Zuch-1, prototyp (Letectví, květen 1949)

Přes dobré letové vlastnosti nevstoupil do sériové výroby, protože Polsko nezískalo licenci k výrobě motorů Walter Minor 6. Polsko sice usilovalo o zakoupení licence k výrobě tohoto motoru, ale k dohodě o prodeji s podnikem Motorlet, n.p., Praha - Jinonice, resp. s jeho nadřízeným orgánem Československé závody kovodělné a strojírenské (ČZKS), národní podnik přes PZO Kovo Ltd. nedošlo.
Proto bylo rozhodnuto použít německé, sedmiválcové hvězdicové motory Siemens Bramo Sh 14. Letadlo s tímto motorem bylo označeno jako Zuch-2. První let se uskutečnil 1. dubna 1949, zalétavajícím pilotem byl na letišti Lublinek opět Anton Szymański. Zuch-2 byl v prototypu hotov o měsíc dříve, než ukládal plán, jako splněný závazek zaměstnanců LWD k 1. máji. Výkonově (rychlostí) byl na tom Zuch-2 o něco hůře než Zuch-1 vzhledem k většímu aerodynamickému odporu. Schvalovací zkoušky byly prováděny opět v Ústředním leteckém ústavu (Główny Instytut Lotnictwa) od května do listopadu 1949. Tato verze byla potom vyrobena pro polské aerokluby v sérii 5 letounů.

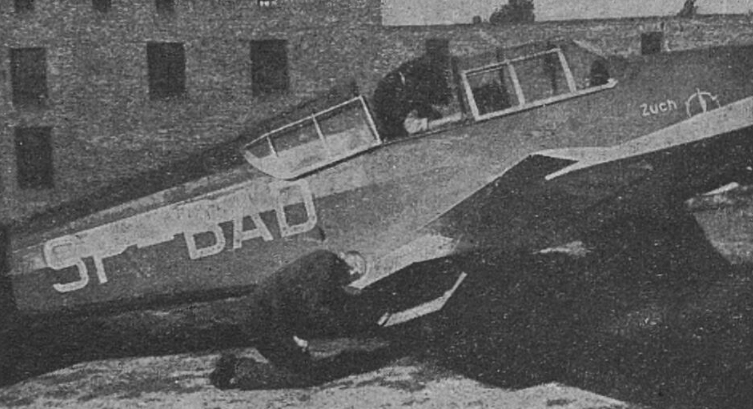
LWD Zuch-1, pohled na vztlakové klapky a kabinu (Letectví, květen 1949)

V roce 1949 byly Experimentální letecké dílny (Lotnicze Warsztaty Doświadczalne) převedeny z působnosti ministerstva spojů na ministerstvo těžkého průmyslu. Následně byl podnik přejmenován na WSK (Wytwórnie Sprzętu Komunikacyjnego) č. 6. Továrna LWD v Lodži byla zrušena v první polovině roku 1949. Většina techniků přešla do experimentálního centra CSS ve Varšavě (Centralne Studium Samolotów). Do Varšavy byla přepravena letadla, nedokončené projekty, stroje a veškerá technická zařízení. V říjnu 1950 konstruktér, ing. Tadeusz Sołtyk nastoupil na pozici hlavního projektanta v PZL WSK č. 4 Okęcie, vytvořeného z rozpuštěného podniku CSS.

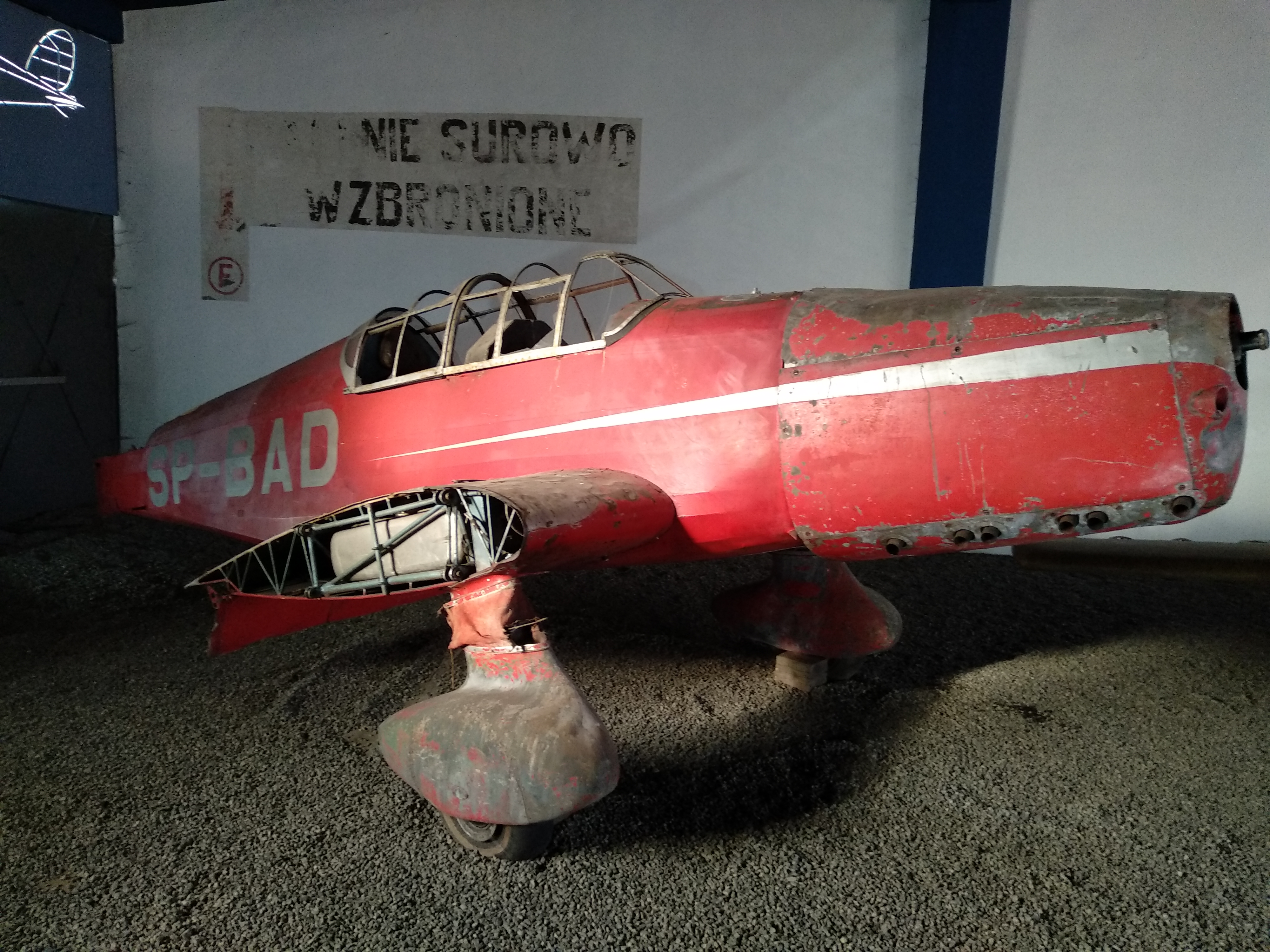
Torzo letounu LWD Zuch-1

## Popis letounu
Konstrukce Zucha byla podobná LWD Junaku-1. Hlavní rozdíl byl v motoru, Junák používal sovětský hvězdicový pětiválec Švecov M-11 FR. Na rozdíl od Junáka měl Zuch jednoduché, samonosné podvozkové nohy s kapotovanými koly. Zuch byl také vybaven dělenými křidélky a měl mírně zvětšené kormidlo (podobná vylepšení byla později použita i u Junáku-2).
Konstrukce letounu zůstala bez zásadních změn. Celodřevěná vnější křídla a trup s centroplánem, svařený z ocelových trubek a potažený plátnem. Letoun Zuch byl smíšené konstrukce (ocel a dřevo), dolnokřídlý jednoplošník, konvenční dispozice. Trup tvořil ocelový rám pokrytý plátnem, vpředu opláštěný kovovým plechem. Měl dřevěná křídla lichoběžníkového tvaru, pokrytá plátnem a překližkou. Byl vybaven vztlakovými klapkami. Uzavřený kokpit se dvěma sedadly v tandemovém uspořádání pod vícedílným krytem. Konvenční pevný podvozek s ocasním kolem. Zadní kolo zlepšilo manévrování stroje na zemi. U Zucha-2 bylo zdokonaleno pérování podvozkových kol, jejichž vidlice byla výkyvná.
Motor byl osazen dvoulistou dřevěnou vrtulí. Zuch-2 osazený sedmiválcovým hvězdicovým motorem Bramo Sh 14 měl aerodynamický kruhový kryt NACA, z něhož "vyčnívaly" kapkovitými výběžky pouze hlavy válců.

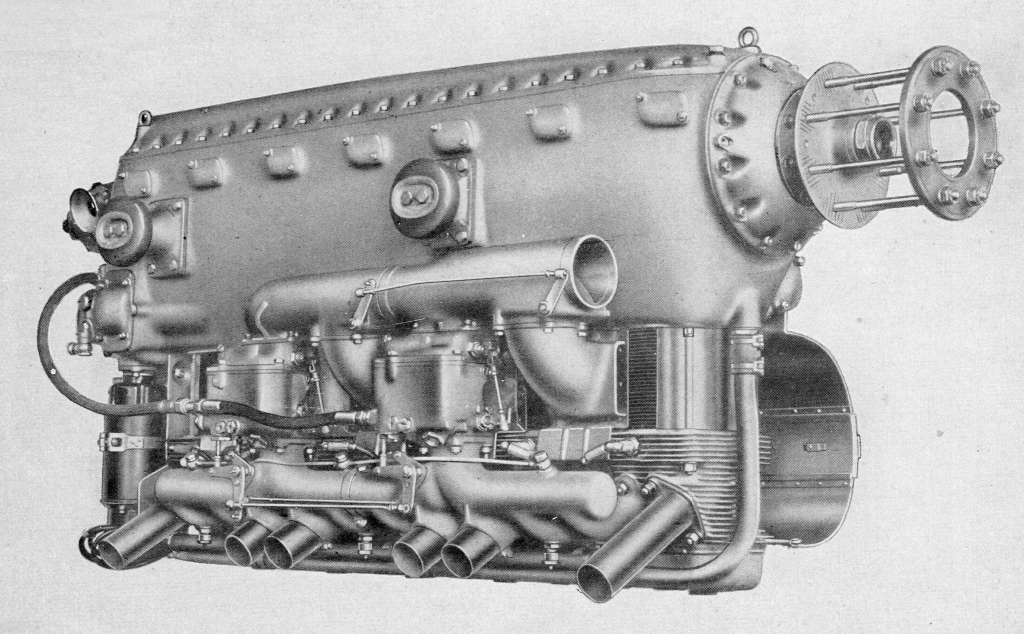
Walter Minor 6-III (1946) použitý u LWD Zuch-1

## Použití
První varianta Zuch-1 byla poháněná motorem Walter Minor 6-III v prodloužené, šikmé přídi letounu. Tento prototyp sloužil v aeroklubech od srpna 1950 do prosince roku 1955 s imatrikulací SP-BAD. Byl to první poválečný polský akrobatický letoun.
Druhý prototyp Zuch-2 (SP-BAG) byl vybaven hvězdicovým motorem Bramo Sh 14A. Přes osazení motoru aerodynamickým krytem NACA dosahoval letoun kvůli zvýšenému odporu vzduchu nižší maximální rychlosti 222 km/h ve srovnání s 244 km/h u verze Zuch-1. Tento prototyp létal do roku 1959.
Zásadním důvodem pro použití motorů Bramo Sh-14A se ukázala skutečnost, že ustupující německá vojska Wehrmachtu zanechala v letech 1944-5 na polském území velké množství motorů Sh 14A (asi 200). Později se uvádělo, že Polsko dostalo od Německa tyto motory jako část reparací. Továrna LWD v roce 1950 postavila s těmito "trofejními" motory prototyp a sérii 5 strojů Zuch-2. Nesly imatrikulace SP-BAL č. 21, SP-BAM č. 22, SP-BAN č. 23, SP-BAO č. 24, SP-BAP č. 25 a sloužily v aeroklubech v letech 1952 až 1955, s výjimkou letounu s imatrikulací SP-BAM (výr. č. 22), který sloužil od února 1952 až do prosince 1963.
Letadla byla provozována v aeroklubech jako výcviková a turistická letadla.

## Dochované exempláře
Všechny tři dochované letouny jsou umístěny v Muzeu polského letectví v Krakově (Muzeum Lotnictwa Polskiego) v různém stavu zachovalosti. Muzeum, které vzniklo v polovině 60. let, využívá některá zařízení bývalého vojenského letiště v Krakově (Rakowice-Czyzyny).
K dnešnímu dni přežily tři kopie těchto letadel: prototyp LWD Zuch-1 (SP-BAD) a dvě sériová letadla LWD Zuch-2 (SP-BAM, SP-BAO). Pouze SP-BAM (výr. č. 22) je vystaven v expozici letadel, ostatní letouny jsou částečně poškozené, popř. nekompletní.
Prototyp Zuch-1 byl předán v roce 1956 do dílen technické části Národního muzea ve Vratislavi (Muzeum Narodowe Wrocław). Od roku 1963 je deponován v nekompletním stavu v Muzeu polského letectví v Krakově.
Letoun LWD Zuch-2 (SP-BAM) byl v roce 1964 dopraven do dílen opravny APRL v Krosně (Zakładady Naprawczne Aeroklubu PRL w Krośnie). Po opravě byl exponátem na výstavě 20. výročí Polské lidové republiky, která se konala v roce 1965 na bývalém letišti Kraków-Rakowice-Czyżyny. Po výstavě zde letoun zůstal jako exponát vznikajícího leteckého muzea. V roce 2015 letadlo prošlo komplexní obnovou z dotace Ministerstva kultury a Národního dědictví, kterou provedla od května do listopadu 2015 společnost Opravna leteckých zařízení Antoni Nowak (Zakład Naprawczy Sprzętu Lotniczego Antoni Nowak).

## Varianty
- Zuch-1 (SP-BAD): první prototyp osazený motorem Walter Minor 6-III, 1 letoun
- Zuch-2: druhá, sériová verze (prototyp SP-BAG a 5 sériových SP-BAL až SP-BAP), 6 letounů s motorem Siemens Bramo Sh-14A

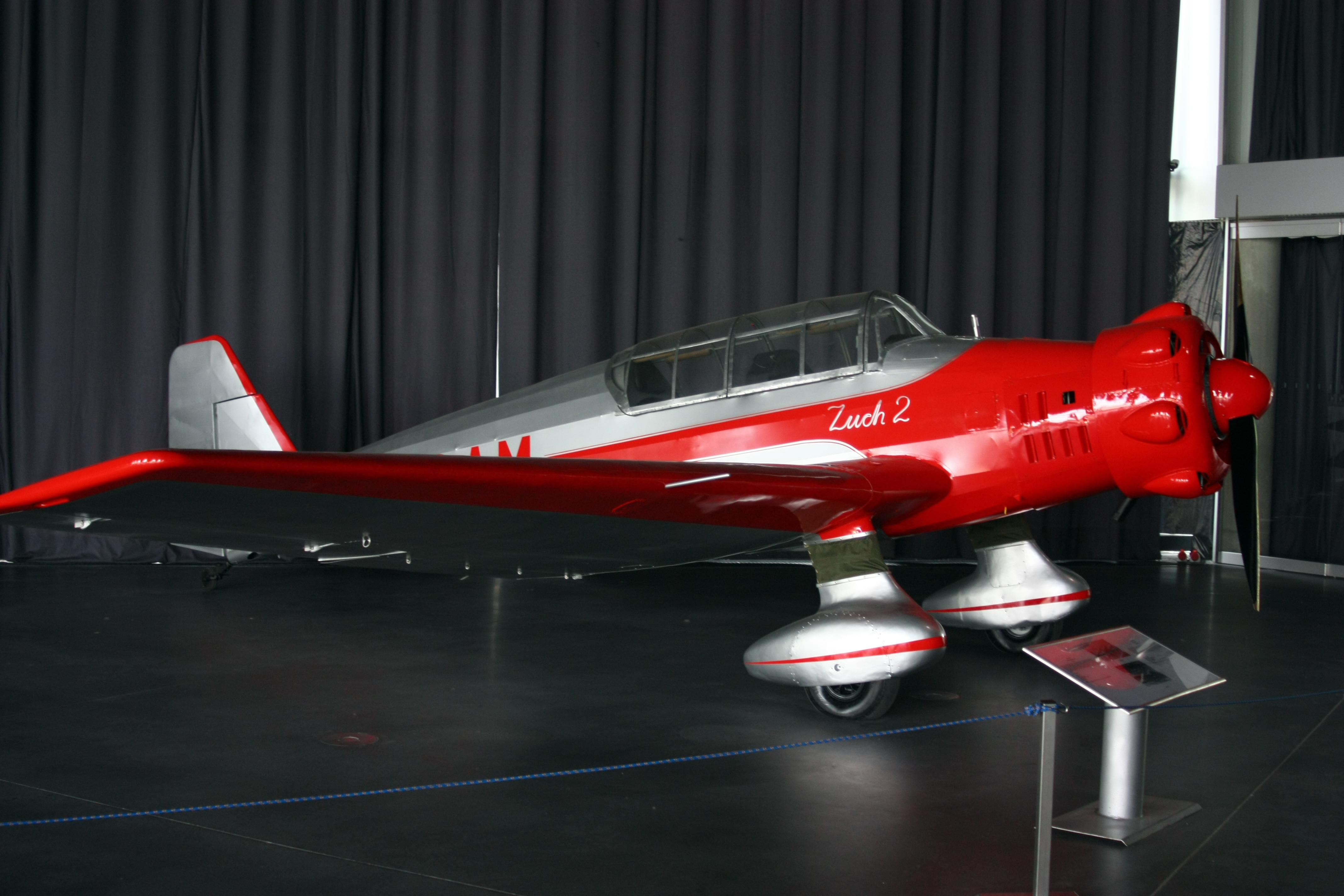
LWD Zuch-2 v Krakově

## Uživatelé
- Polsko
  - Aeroklub republiky Polské (A.R.P.)

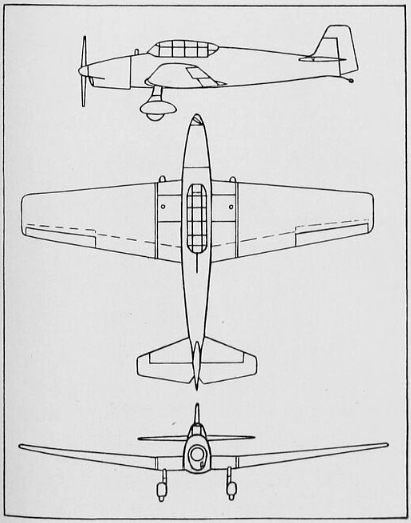
LWD Zuch-1, skica (Letectví 1949)

## Specifikace
Data pro Zuch-1 a (Zuch-2) dle

### Technické údaje
- Posádka: 2
- Rozpětí: 10,00 m
- Délka: 7,84 (7,61) m
- Výška: 2,05 (2,10) m
- Nosná plocha: 17,50 m2
- Plošné zatížení: 58,3 kg/m2
- Hmotnost prázdného letounu: 626 (658) kg
- Vzletová hmotnost: 1 000 (1 020) kg
- Pohonná jednotka Zuch-1: 1× šestiválcový vzduchem chlazený invertní motor Walter Minor 6-III
- Výkon pohonné jednotky Minor 6:
  - maximální, vzletový: 118 kW/160 k při 2500 ot/min
  - nominální, jmenovitý: 88 kW/120 k při 2300 ot/min.
- Pohonná jednotka Zuch-2: 1× sedmiválcový vzduchem chlazený hvězdicový motor Siemens Bramo Sh-14A (Siemens-Halske Sh 14)
- Výkon pohonné jednotky Sh 14:
  - maximální, vzletový: 118 kW/160 k při 2200 ot/min
  - skutečný[5]: 85 kW kW/116 k
- Vrtule: dvoulistá dřevěná s pevnými listy

### Výkony
- Maximální rychlost: 244 (222) km/h
- Cestovní rychlost: 205 (181) km/h
- Nejmenší rychlost: 80 (85) km/h
- Dostup: 5 800 (4 750) m
- Dolet: 1 180 (1 160) km
- Vytrvalost: 5,5 (6,0) h
- Stoupavost: 4,7 m/s (3,6 m/s, 216 m/min)